# Thuế không con
Thuế không con (tiếng Nga: налог на бездетность, nalog na bezdetnost) là một sắc thuế được áp dụng ở Liên Xô từ năm 1941. Chế độ Joseph Stalin đã lập ra thuế này để thúc đẩy người Nga trưởng thành sinh con, nhằm gia tăng dân số Nga và Liên Xô. Thuế suất là 6% đánh vào thu nhập đối với đàn ông từ 25 tới 50 tuổi và phụ nữ kết hôn từ 20 tới 45 tuổi.
Thuế này tồn tại tới khi Liên Xô sụp đổ, tuy nhiên vào thời cuối cùng của Liên Xô thì số tiền bị đánh thuế đã giảm đều đặn. Bộ trưởng Y tế Mikhail Zurabov và Phó chủ tịch Ủy ban bảo vệ sức khỏe của duma Nikolai Gerasimenko đề nghị tái lập thuế này ở Nga vào năm 2006, nhưng tới nay đề nghị trên vẫn chưa được thực hiện.

## Thuế thời Xô Viết
Như đã được chấp thuận và thi hành từ năm 1941 tới năm 1990, thuế này đánh trên các đàn ông từ 25 tới 50 tuổi và phụ nữ kết hôn từ 20 tới 45 tuổi mà không có con. Thuế suất là 6% thu nhập, tuy nhiên có một số ngoại lệ: những người có con bị chết trong chiến tranh thế giới thứ hai, các anh hùng có nhận những phong tặng nhất định không nằm trong diện phải nộp thuế. Ngoài ra thì sinh viên, những người có thu nhập hàng tháng ít hơn 70 rúp Nga và các người - về mặt y học - không đủ khả năng sinh con cũng không phải nộp thuế này. Chính vì điều này mà cũng có rất nhiều người độc thân trốn được thuế này bằng cách xuất trình tài liệu y học giả chứng minh là mình bị vô sinh.
Sau năm 1990, mức thu nhập được miễn thuế tăng lên tới 150 rúp, tức là 150 rúp thu nhập đầu tiên của người không có con, không bị đánh thuế. Năm 1991, thuế này không còn áp dụng cho phụ nữ, và năm 1992 thì thuế này hết hiệu lực, vì Liên Xô sụp đổ.

## Ba Lan
Vào năm 1946, Cộng hòa Nhân dân Ba Lan áp dụng mức tăng tương tự thuế suất thuế thu nhập cơ bản, thực chất là thuế đánh vào tình trạng không có con, thường được gọi là bykowe trong tiếng Ba Lan (nghĩa là "thuế bò", "bò" là một ẩn dụ để chỉ một người đàn ông chưa lập gia đình). Ban đầu, những người không có con và chưa kết hôn trên 21 tuổi đều bị ảnh hưởng (áp dụng từ ngày 1 tháng 1 năm 1946 đến ngày 29 tháng 11 năm 1956), tuy nhiên, sau đó độ tuổi phải nộp thuế được nâng lên 25 tuổi (áp dụng từ ngày 30 tháng 11 năm 1956 đến ngày 1 tháng 1 năm 1973).

## România
Thuế đánh vào tình trạng không có con là một phần của chính sách sinh sản do Nicolae Ceaușescu áp dụng tại România trong giai đoạn 1967-1989. Cùng với việc cấm phá thai và tránh thai (1967) và sửa đổi phụ khoa bắt buộc, các loại thuế này đã được áp dụng dưới nhiều hình thức khác nhau vào năm 1977 và 1986. Công dân chưa lập gia đình phải nộp phạt vì không có con, tỷ lệ thu nhập thuế sẽ tăng 8-10% cho họ.

## Hiệu quả và các đề nghị
Dưới thời Liên Xô, nước Nga có tỷ suất sinh cao hơn các năm sau khi Liên Xô sụp đổ, khiến cho một số nhà lãnh đạo Nga đề nghị tái lập sắc thuế đánh trên việc không có con. Theo Bộ Y tế Nga, tỷ suất sinh hiện nay đã giảm từ 2,19% thời Liên Xô, xuống còn 1,17%. Theo Giám đốc Trung tâm Dân số Nga Anatoly Vishnevsky, tỷ suất sinh của Nga vào loại thấp nhất thế giới, và các nhà lãnh đạo Nga đã mô tả vấn đề dân số ở Nga có triệu chứng của một cuộc "khủng hoảng".
Trong khi thuế không con chưa được tái ban hành thì đã có các đề nghị khác. Ví dụ, Vladimir Putin đã đưa ra đề nghị cấp tiền khuyến khích các phụ nữ sẵn lòng sinh con thứ hai.